# Vesperelinos
Vesperelinos (Vesperellini) é uma tribo de coleópteros da subfamília Cerambycinae. Na qual compreende duas espécies, em um único gênero, com distribuição em Marrocos e Argélia.

## Sistemática
- Ordem Coleoptera
  - Subordem Polyphaga
    - Infraordem Cucujiformia
      - Superfamília Chrysomeloidea
        - Família Cerambycidae
          - Subfamília Cerambycinae
            - Tribo Vesperellini
              - Gênero Vesperella (Dayrem, 1933)